# 张久兴
张久兴，合肥工业大学材料科学与工程学院院长，中国教育部第六批“长江学者”特聘教授，享受国务院政府特殊津贴。发表论文数百篇，拥有中国国家发明专利数十项，曾获得中国国家技术发明二等奖，教育部科技进步一等奖等奖项。